# Schönwalde I / Südstadt
Schönwalde I / Südstadt ist ein Ortsteil der Universitäts- und Hansestadt Greifswald. Er liegt zwischen Anklamer Straße, Hans-Beimler-Straße und Schönwalder Landstraße. Schönwalde I / Südstadt hat 11369 Einwohner und eine Fläche von 165,8 Hektar. Er zählt zu den größten Wohnvierteln der Stadt.

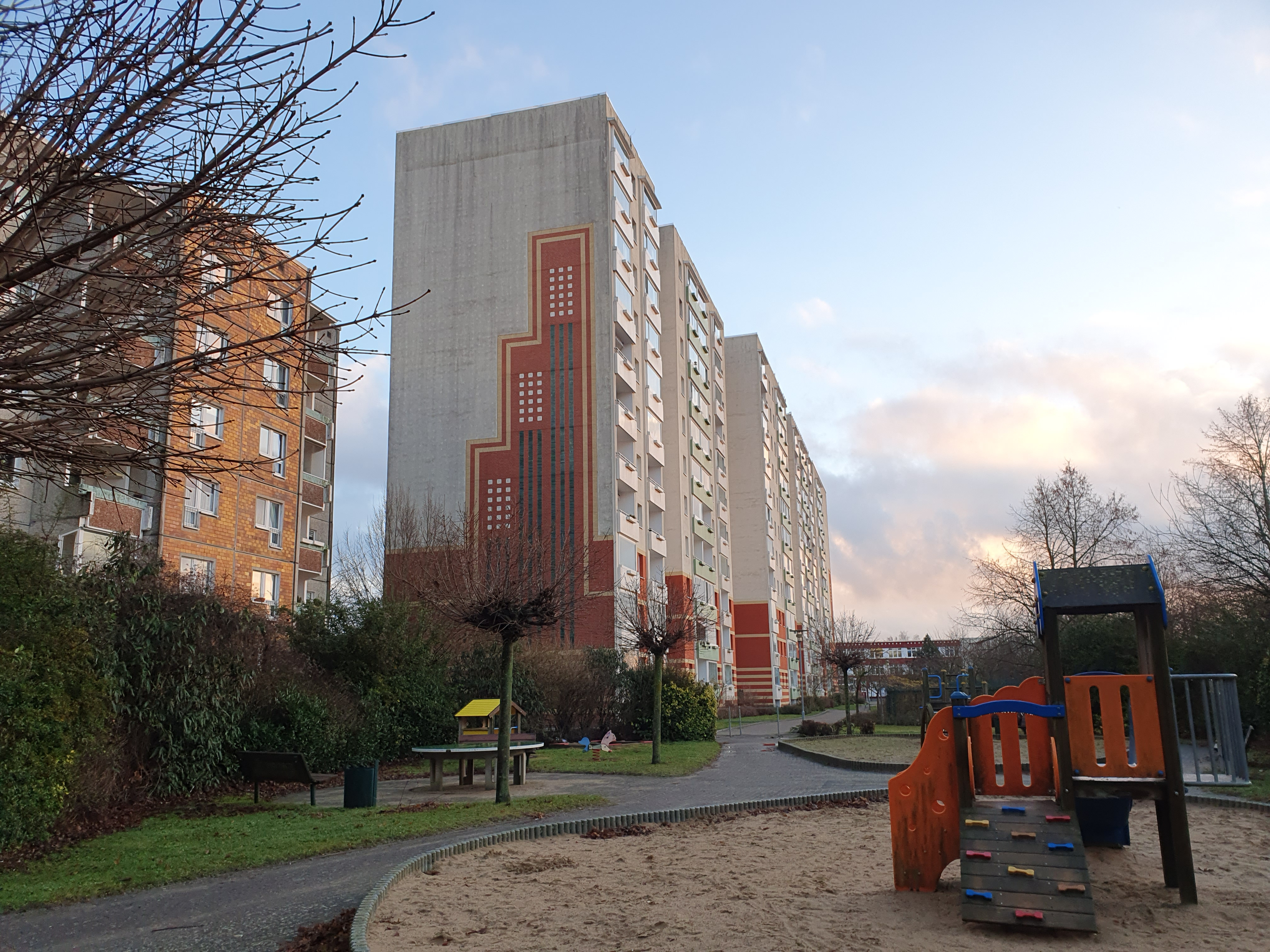
Wohnhaus in der Lomonossowallee

## Geschichte

### Südstadt
In der damaligen Saarlandstraße, heutigen Hans-Beimler-Straße, entstand 1938/39 ein Offizierskasino. 1943 wurden entlang der Anklamer Straße Kriegsbehelfsheime gebaut. Zwischen Hans-Beimler-Straße und Geschwister-Scholl-Straße sind 1958 und 1961 zwei Studentenwohnheime errichtet worden. Die eigentliche Südstadt ist von 1960 bis 1967 gebaut worden. Mit 950 Wohnungen war sie bis dahin das größte Neubauprojekt nach dem Zweiten Weltkrieg in Greifswald. Die Straßen erhielten Namen von Persönlichkeiten, die für ihr politisches Engagement ihr Leben verloren. In der Hans-Beimler-Straße sind in den 1970er Jahren noch Plattenbauten und zwei Kinderkombinationen ergänzt worden. Von 2006 bis 2019 wurden südlich der Karl-Krull-Straße nach Abriss von zwei Schulen (Herrmann-Lindgreen-Schule und Otto-Drews-Schule) neue Wohnhäuser gebaut.

### Schönwalde I

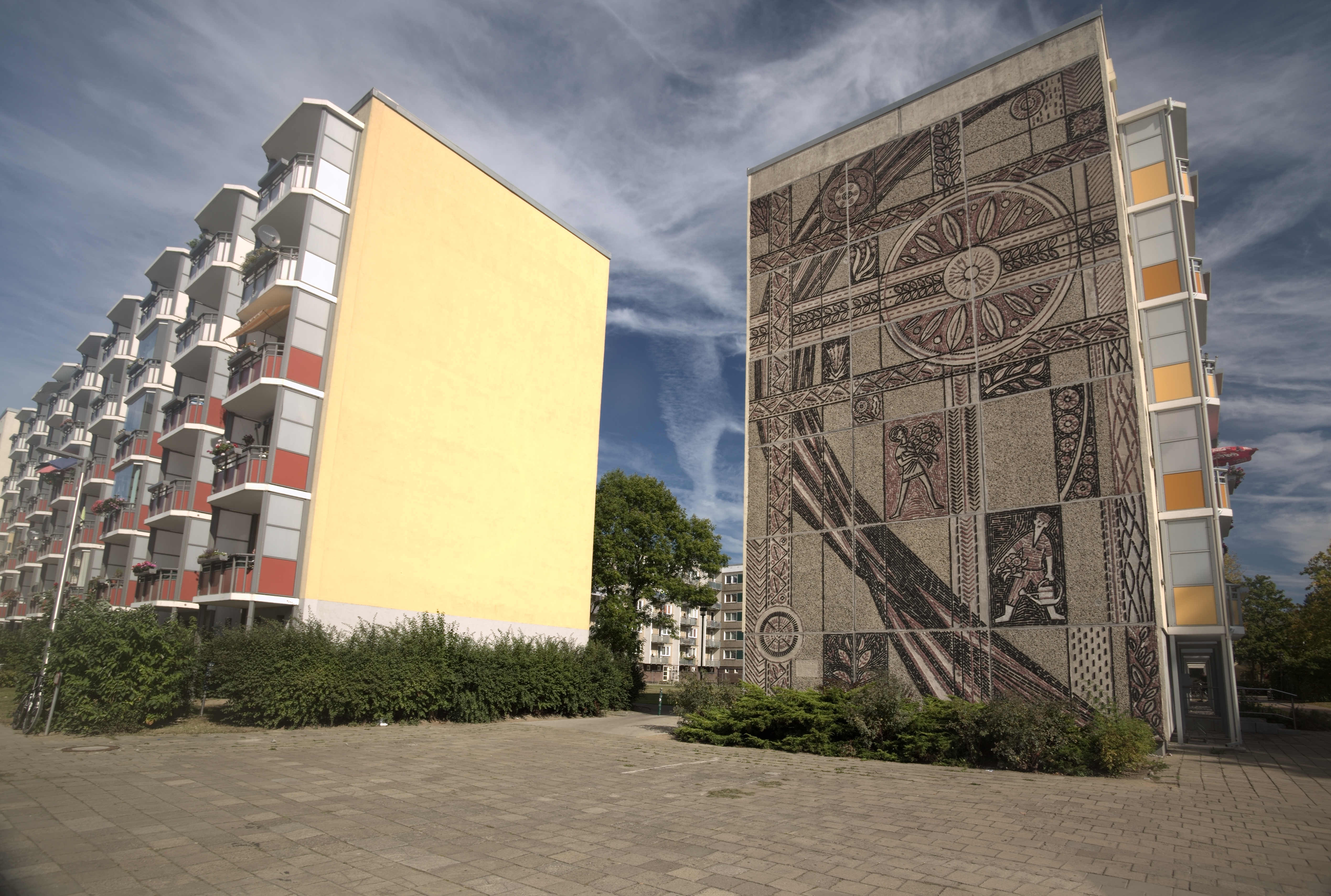
Plattenbau mit Wandbild Blumenmädchen und Gärtnerjunge von Helmut Maletzke (1970) im Dubnaring 5/6

Entlang der heutigen Hans-Beimler-Straße entstanden bereits ab 1937 verschiedene Kasernenbauten. Im Frühjahr 1968 wurden die ersten drei Wohnblöcke im Karl-Liebknecht-Ring montiert. Anfangs wurde das Quartier als Südstadt II bezeichnet. Am 4. Januar 1969 fand im Nikolajewweg die feierliche Grundsteinlegung für das Wohngebiet statt. Die Plattenbauten entstanden hauptsächlich für die Arbeiter des Kernkraftwerks Lubmin und der Nachrichtenelektronik. In der Lomonossowallee stehen auch einzelne Hochhäuser mit bis zu elf Stockwerken. Insgesamt wurden 4513 Wohnungen geschaffen. In Schönwalde I haben viele Straßennamen Bezug zur Kernphysik und sollten u. a. die Verbundenheit mit der Sowjetunion widerspiegeln. So ist der Dubnaring nach der Stadt Dubna (Moskau), einem Zentrum der Kernforschung mit einem Teilchenbeschleuniger benannt. Die übrigen Straßen sind nach Dörfern in der Umgebung benannt.

### Sandfuhr
Die Sandfuhr ist geprägt von Kleingärten. Sie weist eine Besonderheit in Greifswald auf, sie gehört zum Stadtteil Groß Schönwalde, aber seit 2024 nicht mehr zum Ortsteil Schönwalde II und Groß Schönwalde.

## Bildung

### Schulen
- Greif-Grundschule
Gegründet am 1. September 1973 als 13. Polytechnische Oberschule (POS) „Georgi Dimitroff“ in einem Gebäude vom Typ Rostock. Sie ist seit 1991 eine reine Grundschule. Die Schule zog später in das Gebäude des ehemaligen Gymnasiums „Johann Gottfried Herder“, errichtet als 12. POS „Wladimir-Iljitsch-Lenin“ mit erweitertem Russischunterricht[9]. Das Gebäude wurde am 15. Januar 1972 eröffnet und ist ebenfalls ein Schustertyp vom Typ Rostock. 2008/09 erweitert um einen Anbau für eine Aula und Fachkabinette.

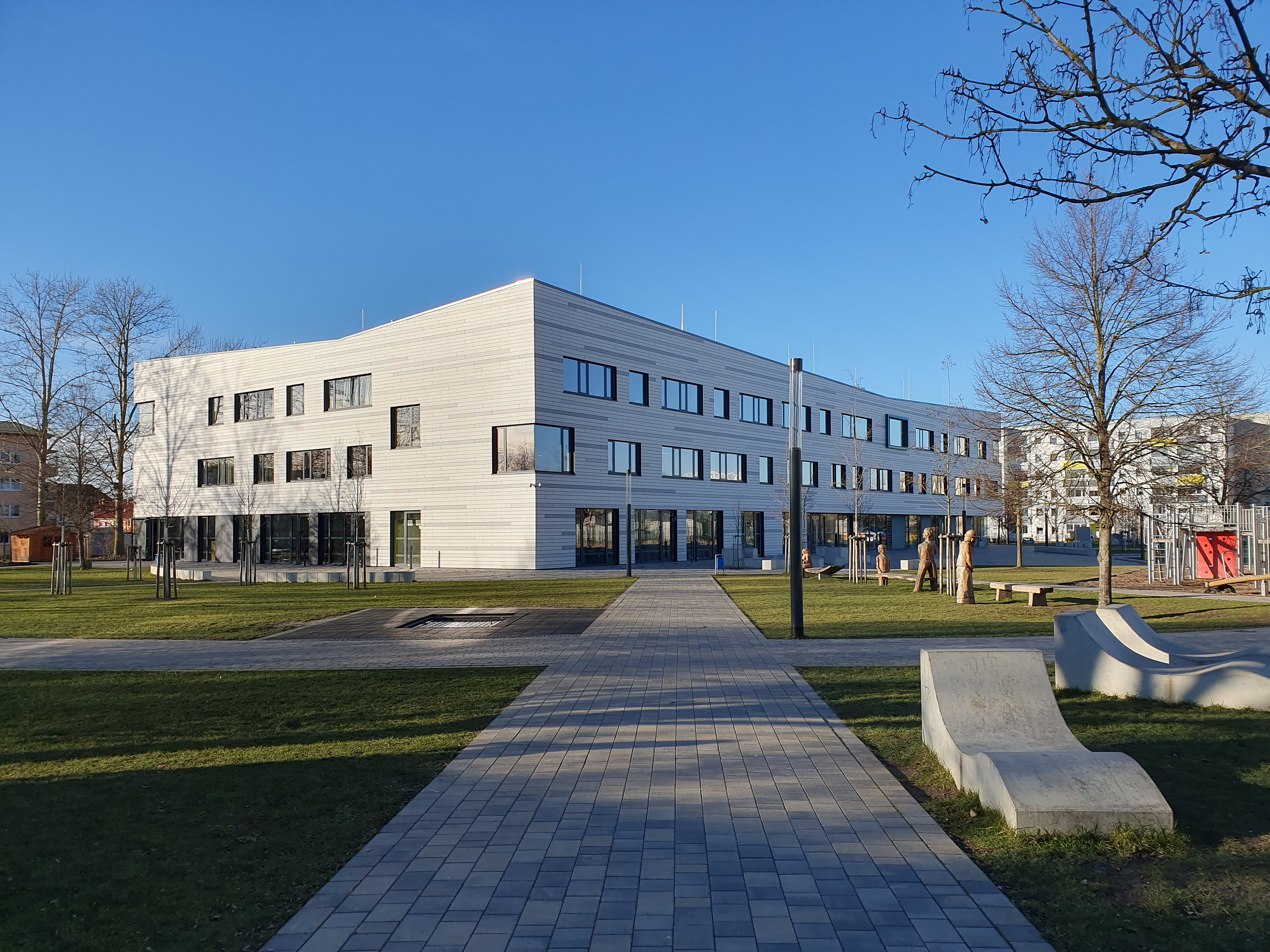
Integrierte Gesamtschule „Erwin Fischer“

- Integrierte Gesamtschule „Erwin Fischer“Integrierte Gesamtschule „Erwin Fischer“
Gegründet als POS „Erwin Fischer“ am 24. April 1971 in der Feldstraße. Zum 1. August 2002 in das Gebäude der am 1. September 1980 als 17., seit 1982 Iwanow- und seit 1991 Hanse-Schule vom Typ Rostock in der Einsteinstraße umgezogen. 2019 wurde das ursprüngliche Gebäude abgerissen und durch einen Neubau ersetzt. Der Neubau verfügt über ein Atrium, das als Aula, Konzertsaal und Treffpunkt dient.
- Evangelisches Schulzentrum „Martinschule“
Am 21. Januar 1992 als Schule zur individuellen Lebensbewältigung in Trägerschaft der Johanna-Odebrecht-Stiftung gegründet. Seit April 1993 befindet sich die Schule in einem Gebäude einer ehemaligen Kindertagesstätte in der Loissiner Wende. Am 11. November 1994 wurde die Schule nach dem heiligen Martin benannt. Seit August 2002 um eine Grundschule erweitert. 2006 um eine Integrierte Gesamtschule mit gymnasialer Oberstufe erweitert, die das ehemalige Gebäude der POS „Ernst Thälmann“ nutzt. Das Gebäude wurde am 31. August 1971 eröffnet und ist auch vom Typ Rostock. 2018 erhielt die Schule den Deutschen Schulpreis.
- Freie Waldorfschule Greifswald
1993 in Klein Zastrow gegründet. Seit 2000 befindet sich die Schule in einem ehemaligen Kasernengebäude in der Hans-Beimler-Straße.
- „Haus des Arbeitens und Lernens“
Entstand 2002 als staatlich genehmigte Ersatzschule in einem ehemaligen Kasernengebäude in der Hans-Beimler-Straße.

### Berufliche Schulen
- Regionales Berufliches Bildungszentrum
Berufsschule in Trägerschaft des Landkreises Vorpommern-Greifswald, hervorgegangen aus der Kaufmännische Berufsschule der Hansestadt Greifswald. Der Standort ist im ehemaligen Offizierskasino in der Hans-Beimler-Straße.
- Berufliche Schule an der Universitätsmedizin Greifswald
Die Höhere Berufsfachschule wurde 1951 gegründet und sitzt in einem ehemaligen Kasernengebäude in der Hans-Beimler-Straße.

### Kindertagesstätten

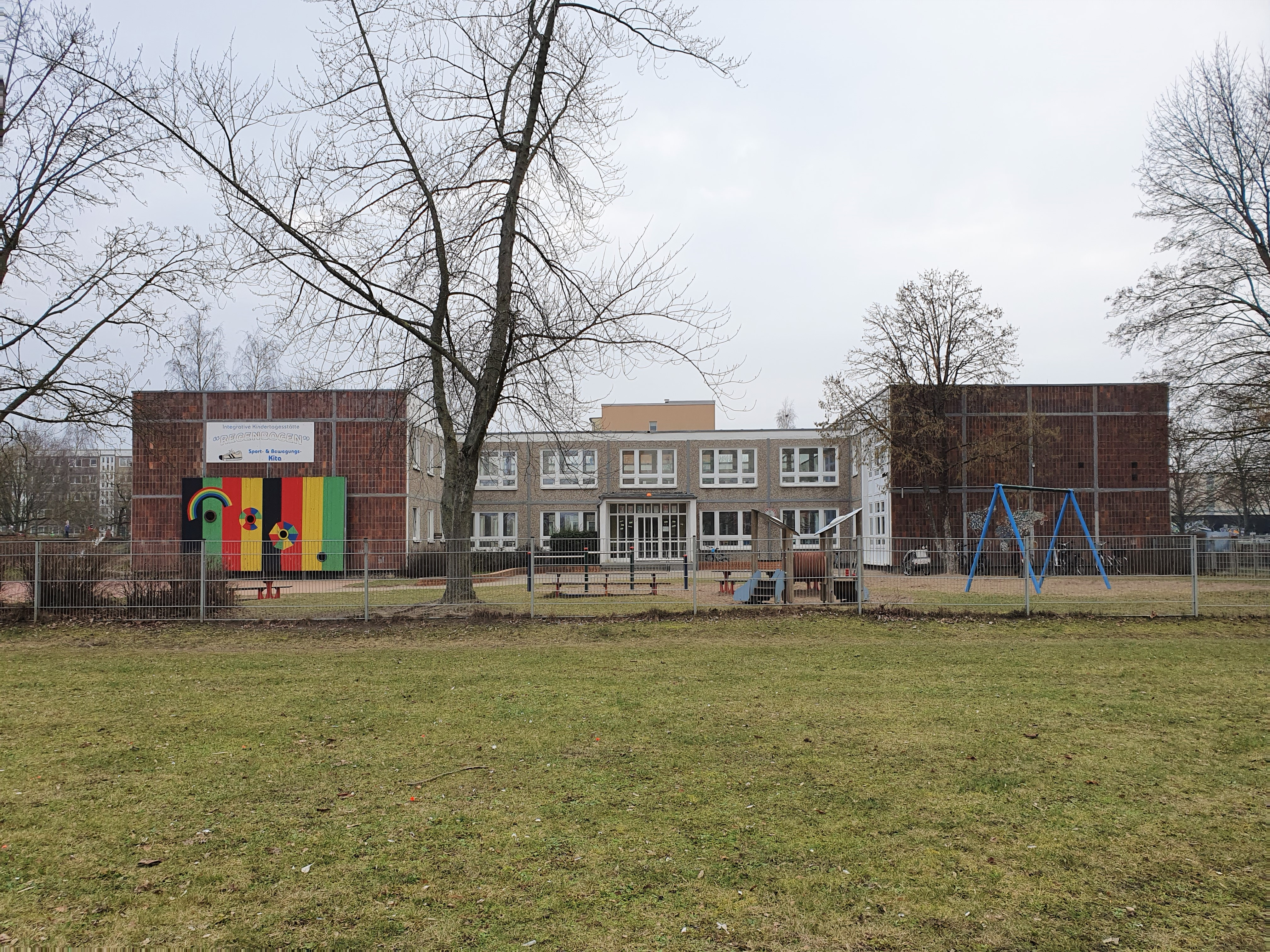
Integrative Kindertagesstätte „Regenbogen“

- Integrative Kindertagesstätte „Regenbogen“Integrative Kindertagesstätte „Regenbogen“
Gegründet am 1. September 1973 mit dem Namen „Arkadi Gaidar“. Die Kita befindet sich in einer Kinderkombination in der Ernsthofer Wende und soll bis 2026 durch einen Neubau neben dem jetzigen Gebäude ersetzt werden[10].
- Kindertagesstätte „Lilo Herrmann“
Die Kita ist in einer Kinderkombination in der Hans-Beimler-Straße (Südstadt).
- Kindertagesstätte „Boddenkinder“
Die Kita wurde am 23. Februar 1972 unter dem Namen „Alexander Puschkin“ eröffnet. Das Gebäude ist eine Kinderkombination in der Röntgenstraße und in Trägerschaft des Deutschen Roten Kreuzes.
- Freie Waldorfkindertagesstätte
Die Kita teilt sich mit der Freien Waldorfschule ein Gelände und hat seit Sommer 2018 ein eigenes Gebäude.
- Kindertagesstätte „Am Rosengarten“
Die Kita nutzt Räumlichkeiten der Kita „Lilo Herrmann“ und ist in Trägerschaft eines gemeinnützigen Elternvereins der Mitglied im Paritätischen Wohlfahrtsverband ist.
- Kindertagesstätte „Kleine Wunder“
Die Kita der evangelischen Johannes-Kirchengemeinde wurde 2024 in der Kemnitzer Wende eröffnet. Träger ist das Kreisdiakonische Werk.

### Horte
- Hort in der Greif-Grundschule
Befindet sich in der Max-Planck-Straße in Trägerschaft des Instituts Lernen und Leben.
- Hort des Evangelischen Schulzentrums „Martinschule“
Befindet sich in der Kinderkombination der Grundschule in der Loissiner Wende in Trägerschaft der Johanna-Odebrecht-Stiftung.